# Médaille royale
Pour les médailles royales françaises, voir Médailles royales françaises.

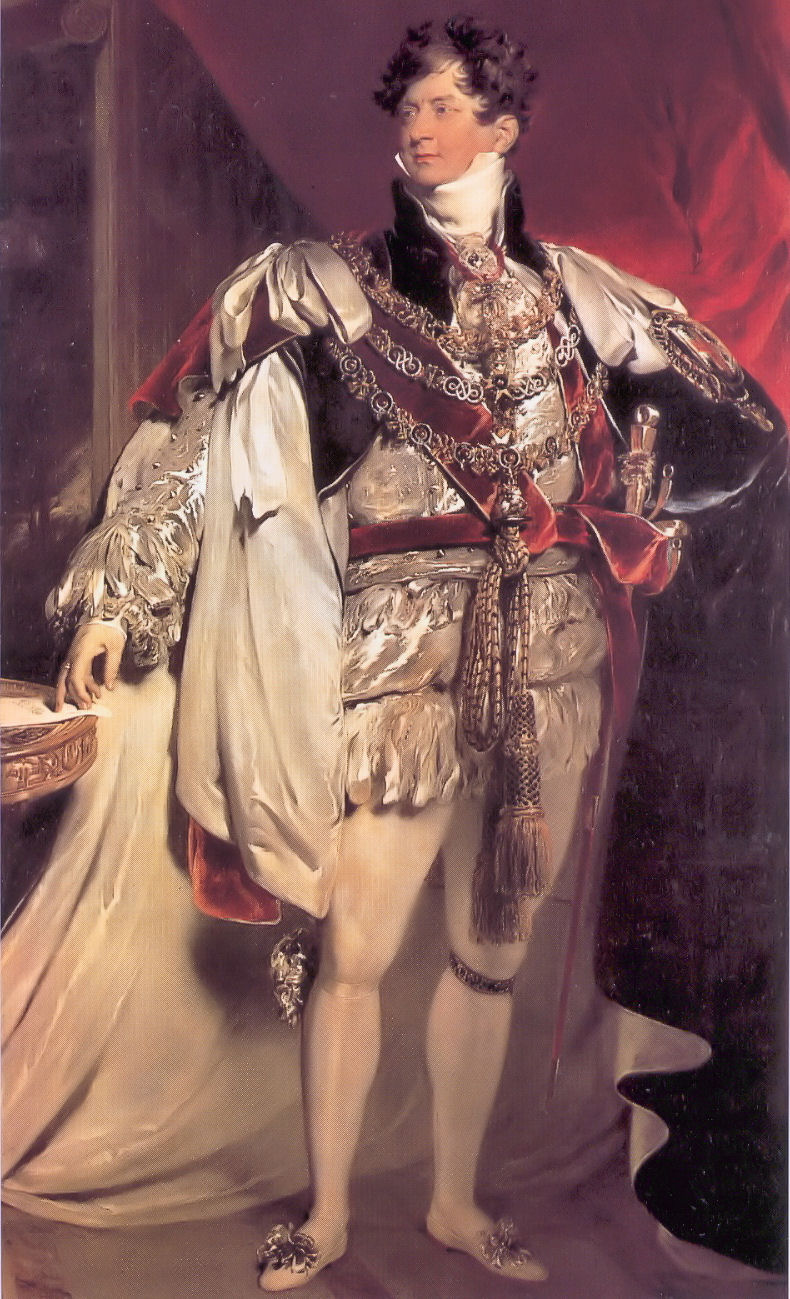
George IV. Par Thomas Lawrence

La médaille royale (Royal Medal) de la Royal Society (académie des sciences britanniques) a été établie par le roi Georges IV. Son existence a été prorogée, avec des évolutions dans les conditions d'attribution, par le roi Guillaume IV et la reine Victoria.

## Histoire
À l'origine, cette médaille d'argent doré frappée à l'effigie de la reine ou du roi, récompensaient les découvertes les plus importantes de l'année précédente. Cette condition de durée a été étendue à cinq années, puis ramenée à trois. À l'arrivée au pouvoir de Victoria en 1837, il a été ajouté un cycle de trois ans, avec le domaine des mathématiques récompensé une année sur trois.
En 1850, les conditions furent de nouveau modifiées comme suit :
… the Royal Medals in each year should be awarded for the two most important contributions to the advancement of Natural Knowledge, published originally in Her Majesty's dominions within a period of not more than ten years and not less than one year of the date of the award, subject, of course, to Her Majesty's approval.… in the award of the Royal Medals, one should be given in each of the two great divisions of Natural Knowledge. (Les Médailles Royales doivent être attribuées chaque année pour les deux contributions les plus importantes dans le domaine des sciences naturelles publiées dans les territoires sous le contrôle de la reine dans une période comprise entre dix et une années avant la remise de la récompense. Une médaille doit récompenser des travaux dans chacune des deux grandes divisions des sciences naturelles).
À l'heure actuelle trois médailles royales, connues également sous le nom de médailles de la reine, sont décernées annuellement par le souverain sur recommandation du conseil, deux pour les contributions les plus importantes dans le domaine des sciences naturelles (une pour chacune des deux grandes subdivisions) et la troisième dans le domaine des sciences appliquées. Pour être récompensés, les travaux doivent avoir été effectués au sein du Commonwealth.

## Liste des lauréats
Les lauréats d'après le site de la Royal Society sont :

### 1826 à 1839
- 1826 : James Ivory, John Dalton
- 1827 : Humphry Davy, Friedrich Georg Wilhelm von Struve
- 1828 : William Hyde Wollaston, Johann Friedrich Encke
- 1829 : Eilert Mitscherlich, Charles Bell
- 1830 : Antoine-Jérôme Balard, David Brewster
- 1831 : -
- 1832 : -
- 1833 : John Frederick William Herschel, Augustin Pyrame de Candolle
- 1834 : Charles Lyell, John William Lubbock
- 1835 : William Rowan Hamilton, Michael Faraday
- 1836 : John Frederick William Herschel, George Newport
- 1837 : William Whewell, -
- 1838 : Henry Fox Talbot, Thomas Graham
- 1839 : Martin Barry, James Ivory

### 1840 à 1859
- 1840 : Charles Wheatstone, John Frederick William Herschel
- 1841 : Eaton Hodgkinson, Robert Kane
- 1842 : John Frederic Daniell, William Bowman
- 1843 : Charles Wheatstone, James David Forbes
- 1844 : George Boole, Thomas Andrews
- 1845 : Thomas Snow Beck, George Biddell Airy
- 1846 : Richard Owen, Michael Faraday
- 1847 : William Robert Grove, George Fownes
- 1848 : Charles James Hargreave, Thomas Galloway
- 1849 : Gideon Algernon Mantell, Edward Sabine
- 1850 : Thomas Graham, Benjamin Collins Brodie
- 1851 : George Newport, Earl of Rosse
- 1852 : Thomas Henry Huxley, James Prescott Joule
- 1853 : John Tyndall, Charles Darwin
- 1854 : Joseph Dalton Hooker, August Wilhelm von Hofmann
- 1855 : John Obadiah Westwood, John Russell Hind
- 1856 : William Thomson, John Richardson
- 1857 : John Lindley, Edward Frankland
- 1858 : William Lassell, Albany Hancock
- 1859 : Arthur Cayley, George Bentham

### 1860 à 1879
- 1860 : Augustus Waller, William Fairbairn
- 1861 : James Joseph Sylvester, William Benjamin Carpenter
- 1862 : Alexander William Williamson, John Thomas Romney Robinson
- 1863 : John Peter Gassiot, Miles Joseph Berkeley
- 1864 : Warren de la Rue, Jacob Lockhart Clarke
- 1865 : Archibald Smith, Joseph Prestwich
- 1866 : William Kitchen Parker, William Huggins
- 1867 : William Logan, John Bennet Lawes et Joseph Henry Gilbert
- 1868 : George Salmon, Alfred Russel Wallace
- 1869 : Augustus Matthiessen, Thomas Maclean (en)
- 1870 : Thomas Davidson, William Hallowes Miller
- 1871 : George Busk, John Stenhouse
- 1872 : Thomas Anderson, Henry John Carter
- 1873 : Henry Enfield Roscoe, George James Allman
- 1874 : William Crawford Williamson, Henry Clifton Sorby
- 1875 : Thomas Oldham, William Crookes
- 1876 : C Wyville Thomson, William Froude
- 1877 : Oswald Heer, Frederick Augustus Abel
- 1878 : Albert Charles Lewis Günther, John Allan Broun
- 1879 : Andrew Crombie Ramsay, William Henry Perkin

### 1880 à 1899
- 1880 : Andrew Noble, Joseph Lister
- 1881 : John Hewitt Jellett, Francis Maitland Balfour
- 1882 : Lord Rayleigh, William Henry Flower
- 1883 : John Scott Burdon-Sanderson, Thomas Archer Hirst
- 1884 : Daniel Oliver, George Howard Darwin
- 1885 : Edwin Ray Lankester, David Edward Hughes
- 1886 : Peter Guthrie Tait, Francis Galton
- 1887 : Alexander Ross Clarke, Henry Nottidge Moseley
- 1888 : Osborne Reynolds, Ferdinand von Mueller
- 1889 : Thomas Edward Thorpe, Walter Holbrook Gaskell
- 1890 : John Hopkinson, David Ferrier
- 1891 : Arthur Rucker, Charles Lapworth
- 1892 : Charles Pritchard, John Newport Langley
- 1893 : Harry Marshall Ward, Arthur Schuster
- 1894 : Joseph John Thomson, Victor Alexander Haden Horsley
- 1895 : John Murray, James Alfred Ewing
- 1896 : Archibald Geikie, Charles Vernon Boys
- 1897 : Richard Strachey, Andrew Russell Forsyth
- 1898 : John Kerr, Walter Gardiner
- 1899 : William Carmichael McIntosh, George Francis Fitzgerald

### 1900 à 1919
- 1900 : Alfred Newton, Percy Alexander MacMahon
- 1901 : William Thomas Blanford, William Edward Ayrton
- 1902 : Edward Albert Schafer, Horace Lamb
- 1903 : David Gill, Horace Tabberer Brown
- 1904 : William Burnside, David Bruce
- 1905 : Charles Scott Sherrington, John Henry Poynting
- 1906 : Dukinfield Henry Scott, Alfred George Greenhill
- 1907 : Ramsay Traquair, Ernest William Hobson
- 1908 : John Milne, Henry Head
- 1909 : Ronald Ross, Augustus Edward Hough Love
- 1910 : John Joly, Frederick Orpen Bower
- 1911 : George Chrystal, William Maddock Bayliss
- 1912 : Grafton Elliot Smith, William Mitchinson Hicks
- 1913 : Ernest Henry Starling, Harold Baily Dixon (en)
- 1914 : William Johnson Sollas, Ernest William Brown
- 1915 : William Halse Rivers Rivers, Joseph Larmor
- 1916 : Hector Munro Macdonald, John Scott Haldane
- 1917 : Arthur Smith Woodward, John Aitken
- 1918 : Frederick Gowland Hopkins, Alfred Fowler
- 1919 : John Bretland Farmer, James Hopwood Jeans

### 1920 à 1939
- 1920 : Godfrey Harold Hardy, William Bateson
- 1921 : Frederick Frost Blackman, Frank Watson Dyson
- 1922 : Joseph Barcroft, Charles Thomson Rees Wilson
- 1923 : Charles James Martin (en), Napier Shaw
- 1924 : Henry Hallett Dale, Dugald Clerk
- 1925 : Albert Charles Seward, William Henry Perkin Jr.
- 1926 : Archibald Vivian Hill, William Bate Hardy
- 1927 : Thomas Lewis, John Cunningham McLennan
- 1928 : Robert Broom, Arthur Stanley Eddington
- 1929 : Robert Muir, John Edensor Littlewood
- 1930 : Owen Willans Richardson, John Edward Marr
- 1931 : William Henry Lang, Richard Glazebrook
- 1932 : Edward Mellanby, Robert Robinson
- 1933 : Patrick Playfair Laidlaw, Geoffrey Ingram Taylor
- 1934 : Edgar Douglas Adrian, Sydney Chapman
- 1935 : Alfred Harker, Charles Galton Darwin
- 1936 : Edwin Stephen Goodrich, Ralph Howard Fowler
- 1937 : Arthur Henry Reginald Buller, Nevil Vincent Sidgwick
- 1938 : Ronald Fisher, Francis William Aston
- 1939 : David Keilin, Paul Adrien Maurice Dirac

### 1940 à 1959
- 1940 : Francis Hugh Adam Marshall, Patrick Blackett
- 1941 : Ernest Kennaway, Edward Arthur Milne
- 1942 : William Whiteman Carlton Topley, Walter Norman Haworth
- 1943 : Edward Battersby Bailey, Harold Spencer Jones
- 1944 : Charles Harington, David Brunt
- 1945 : Edward James Salisbury, John Desmond Bernal
- 1946 : Cyril Darlington, Lawrence Bragg
- 1947 : Frank Macfarlane Burnet, Cyril Norman Hinshelwood
- 1948 : James Gray, Harold Jeffreys
- 1949 : Rudolph Peters, George Paget Thomson
- 1950 : Carl Pantin, Edward Appleton
- 1951 : Howard Florey, Ian Heilbron
- 1952 : Frederic Bartlett, Christopher Kelk Ingold
- 1953 : Paul Fildes, Nevill Francis Mott
- 1954 : Hans Adolf Krebs, John Cockcroft
- 1955 : Vincent Brian Wigglesworth, Alexander Todd
- 1956 : Owen Thomas Jones, Dorothy Mary Crowfoot Hodgkin
- 1957 : Frederick Gugenheim Gregory, William Vallance Douglas Hodge
- 1958 : Alan Lloyd Hodgkin, Harrie Massey
- 1959 : Peter Brian Medawar, Rudolf Ernst Peierls

### 1960 à 1979
- 1960 : Roy Cameron, Alfred Charles Bernard Lovell
- 1961 : Wilfrid Le Gros Clark, Cecil Frank Powell
- 1962 : John Eccles, Subrahmanyan Chandrasekhar
- 1963 : Herbert Harold Read, Robert Hill
- 1964 : Francis Brambell, Michael James Lighthill
- 1965 : Henry Charles Husband (en), John Cowdery Kendrew, Raymond Arthur Lyttleton
- 1966 : Christopher Sydney Cockerell, Frank Yates, John Ashworth Ratcliffe
- 1967 : Joseph Hutchinson, John Zachary Young, Cecil Edgar Tilley
- 1968 : Gilbert Roberts, Walter Thomas James Morgan (en), Michael Francis Atiyah
- 1969 : Charles William Oatley, Frederick Sanger, George Deacon
- 1970 : John Baker, William Albert Hugh Rushton, Kingsley Charles Dunham
- 1971 : Percy Edward Kent, Max Ferdinand Perutz, Gerhard Herzberg
- 1972 : Wilfrid Bennett Lewis, Francis Harry Compton Crick, Derek Barton
- 1973 : Edward Penley Abraham (en), Rodney Robert Porter, Martin Ryle
- 1974 : George Edwards (en), Sydney Brenner, Fred Hoyle
- 1975 : Barnes Wallis, David Chilton Phillips, Edward Bullard
- 1976 : Alan Walsh, James Learmonth Gowans, John Warcup Cornforth
- 1977 : John Adams, Hugh Esmor Huxley, Peter Hirsch
- 1978 : Tom Kilburn, Roderic Alfred Gregory, Abdus Salam
- 1979 : Vernon Ellis Cosslett, Hans Walter Kosterlitz, Charles Frank

### 1980 à 1999
- 1980 : John Paul Wild, Henry Harris, Denys Wilkinson
- 1981 : Ralph Riley, Marthe Vogt, Geoffrey Wilkinson
- 1982 : William Hawthorne, César Milstein, Richard Dalitz
- 1983 : Daniel Joseph Bradley (en), Wilhelm Feldberg, John Frank Charles Kingman
- 1984 : Alexander Lamb Cullen, Mary Frances Lyon, Alan Rushton Battersby
- 1985 : John Hadji Argyris, John Bertrand Gurdon, Roger Penrose
- 1986 : EA Ash, Richard Doll, Rex Richards
- 1987 : Gustav Victor Rudolf Born, Eric Denton, Francis Graham Smith
- 1988 : Harold E. Barlow, Winifred Watkins, George Batchelor
- 1989 : John Vane, David Weatherall, John Charles Polanyi
- 1990 : Olgierd Cecil Zienkiewicz, Anne McLaren, Michael Victor Berry
- 1991 : John Mason, Michael John Berridge, Dan Peter McKenzie
- 1992 : David Tabor, Anthony Epstein, Simon Kirwan Donaldson
- 1993 : Rodney Hill, Horace Basil Barlow, Volker Heine
- 1994 : Salvador Moncada, Eric Harold Mansfield, Sivaramakrishna Chandrasekhar (en)
- 1995 : Donald Metcalf, Paul Nurse, Robert Williams
- 1996 : RA Hinde, Jack Heslop-Harrison, Andrew Wiles
- 1997 : Geoffrey Eglinton, John Maynard Smith, Donald Hill Perkins
- 1998 : Edwin Mellor Southern, Ricardo Miledi, Donald Charlton Bradley
- 1999 : John Frank Davidson, Patrick David Wall, Archibald Howie

### 2000 - 2020
- 2000 : Timothy Berners-Lee, Geoffrey Burnstock, Keith Usherwood Ingold
- 2001 : Richard L. Gardner (en), Gabriel Horn, Sam Edwards
- 2002 : Richard Peto, Suzanne Cory, Ray Freeman
- 2003 : Kenneth L. Johnson, John Skehel, Nicholas Shackleton
- 2004 : James Black, Alec Jeffreys, Jack Lewis
- 2005 : Michael Fisher, Anthony Pawson et Michael Pepper
- 2006 : Sir John Pendry, Sir Tim Hunt, David Baulcombe.
- 2007 : James Feast, Cyril Hilsum, Tomas Lindahl
- 2008 : Robert E. M. Hedges, Philip Cohen (en), Alan Fersht
- 2009 : Chintamani Rao, Ron Laskey, Chris Dobson
- 2010 : Peter Knight, Azim Surani, Allen Hill
- 2011 : Steven Ley, Robin Holliday, Gregory Winter
- 2012 : Tom Kibble, Kenneth Murray, Andrew Holmes
- 2013 : Rodney Baxter, Walter Bodmer (en), Peter Wells
- 2014 : Terence Tao, Anthony R. Hunter, Howard Morris
- 2015 : Jocelyn Bell Burnell, Elizabeth Blackburn, Christopher Llewellyn Smith
- 2016 : John Meurig Thomas (en), Elizabeth Robertson, John Goodby (en)
- 2017 : Paul Corkum, Melvyn Greaves, Peter Grant et Rosemary Grant
- 2018 : Stephen Sparks, Lewis Wolpert, Shankar Balasubramanian et David Klenerman
- 2019 : Carol V. Robinson, Michel Goedert, Ann Dowling
- 2020 : Herbert Huppert , Caroline Dean et Ian Shanks

### 2021 -
- 2021 : Colin Humphreys , Dennis Lo et Michael Green
- 2022 : Richard Ellis, Stephen C. West (en) et Geoffrey Hinton
- 2023 : Charles Antony Richard Hoare, Herman Waldmann (en), Patrick Vallance et Chris Whitty (en)
- 2024 : Tejinder Virdee, Michael Stratton (en), Ravinder Maini, Marc Feldmann